# Nikola Corporation
Nikola Corporation is een Amerikaans bedrijf dat sinds 2016 een aantal conceptuele emissieloze voertuigen heeft aangekondigd. Het hoofdkantoor van het bedrijf is gevestigd in Phoenix, Arizona. Het bedrijf is, evenals Tesla, vernoemd naar Nikola Tesla.

## Geschiedenis
In 2015 werd het bedrijf opgericht door Trevor Milton, onder de naam Nikola Motor Company.
In 2018 spande Nikola een rechtszaak aan tegen Tesla, onder de bewering dat de Tesla Semi inbreuk maakt op haar patenten. Nikola eiste US$ 2 miljard aan schadevergoeding.
In 2019 ging het samenwerken met Iveco. Er werd een joint venture opgericht. In mei 2023 besloten de twee de activiteiten te splitsen, Iveco gaat zich volledig richten op de Europese markt en Nikola op de Amerikaanse. Als een gevolg verkocht Nikola in juni 2023 haar belang in de joint venture in Ulm aan Iveco.
Op 4 maart 2020 kondigde Nikola aan dat het bedrijf een omgekeerde overname met VectoIQ begeerde, om in de tweede helft van 2020 een beursgenoteerd bedrijf te worden. De fusie werd op 2 juni 2020 goedgekeurd door de aandeelhouders van VectoIQ. Na de fusie piekte het bedrijf op 9 juni met een beurswaarde van US$ 34 miljard.
Begin augustus 2020 was de beurswaarde gedaald naar ongeveer US$ 13 miljard. De omzet van de eerste zes maanden van 2020 bedroeg US$ 80.000, waarvan US$ 36.000 werd toegeschreven aan de installatie van zonnepanelen in opdracht van Milton (oud-voorzitter van Nikola) als privé-persoon.
Nikola kondigde op 8 september 2020 een samenwerking aan met GM, waarbij GM de verantwoordelijkheid draagt voor het ontwerpen en produceren van een pick-up truck genaamd "Badger". In ruil hierover ontvangt GM een aandelenbelang van US$ 2 miljard in Nikola.
Op 21 september 2020 kondigde oprichter Trevor Milton aan dat hij per direct op zou stappen als uitvoerend voorzitter en bestuurslid van Nikola. Dit was naar aanleiding van een rapport van Hindenburg Research en de daarop volgende onderzoeken van de SEC en het US Department of Justice. De functie van bestuursvoorzitter wordt overgenomen door Stephen Girsky, een voormalig voorzitter van GM en een lid van Nikola's raad van bestuur. Trevor Milton werd voor de rechter gedaagd en in december 2023 werd hij veroordeeld tot vier jaar gevangenisstraf omdat hij investeerders had voorgelogen over de waterstof- en elektrische vrachtwagentechnologie van het bedrijf. In maart 2025 heeft Donald Trump hem amnestie gegeven en werd Milton vrijgelaten.
In augustus 2023 heeft Nikola 209 elektrische voertuigen teruggeroepen vanwege fouten in de batterijen. Deze actie is het gevolg van een brand in vijf vrachtwagens in juni 2023. De vrachtwagens waren nog niet afgeleverd, maar onderzoek wees naar de accu's als mogelijke oorzaak van de brand. De terugroepactie betreft niet de vrachtwagens met een waterstof-brandstofcel. De productie van deze vrachtwagens was in juli 2023 begonnen.
In februari 2025 vroeg het bedrijf bescherming aan tegen de schuldeisers.

### Resultaten
| Jaar          | Productie (in stuks) | Afleveringen (in stuks) | Omzet           | Netto- resultaat | Eigen vermogen (einde periode) |
| Jaar          | Productie (in stuks) | Afleveringen (in stuks) | (× US$ miljoen) | (× US$ miljoen)  | (× US$ miljoen)                |
| ------------- | -------------------- | ----------------------- | --------------- | ---------------- | ------------------------------ |
| 2019          |                      |                         | 0,5             | –89              |                                |
| 2020          |                      |                         | 0,01            | –371             | 980                            |
| 2021          |                      |                         | 0               | –690             | 694                            |
| 2022          | 258                  | 131                     | 51              | –784             | 526                            |
| 2023          | 138                  | 141                     | 36              | −966             | 719                            |
| Jan-sept 2024 | 203                  | 203                     | 64              | −481             | 379                            |

## Concepten
In 2016 werd de Nikola One aangekondigd, een 6x6 vrachtwagen op waterstof.
In 2018 werd de Nikola Tre aangekondigd, een 6x4 of 6x2 truck op waterstof specifiek voor de Europese markt. De truck wordt ontwikkeld in samenwerking met Iveco en is gebaseerd op de Iveco S-Way.

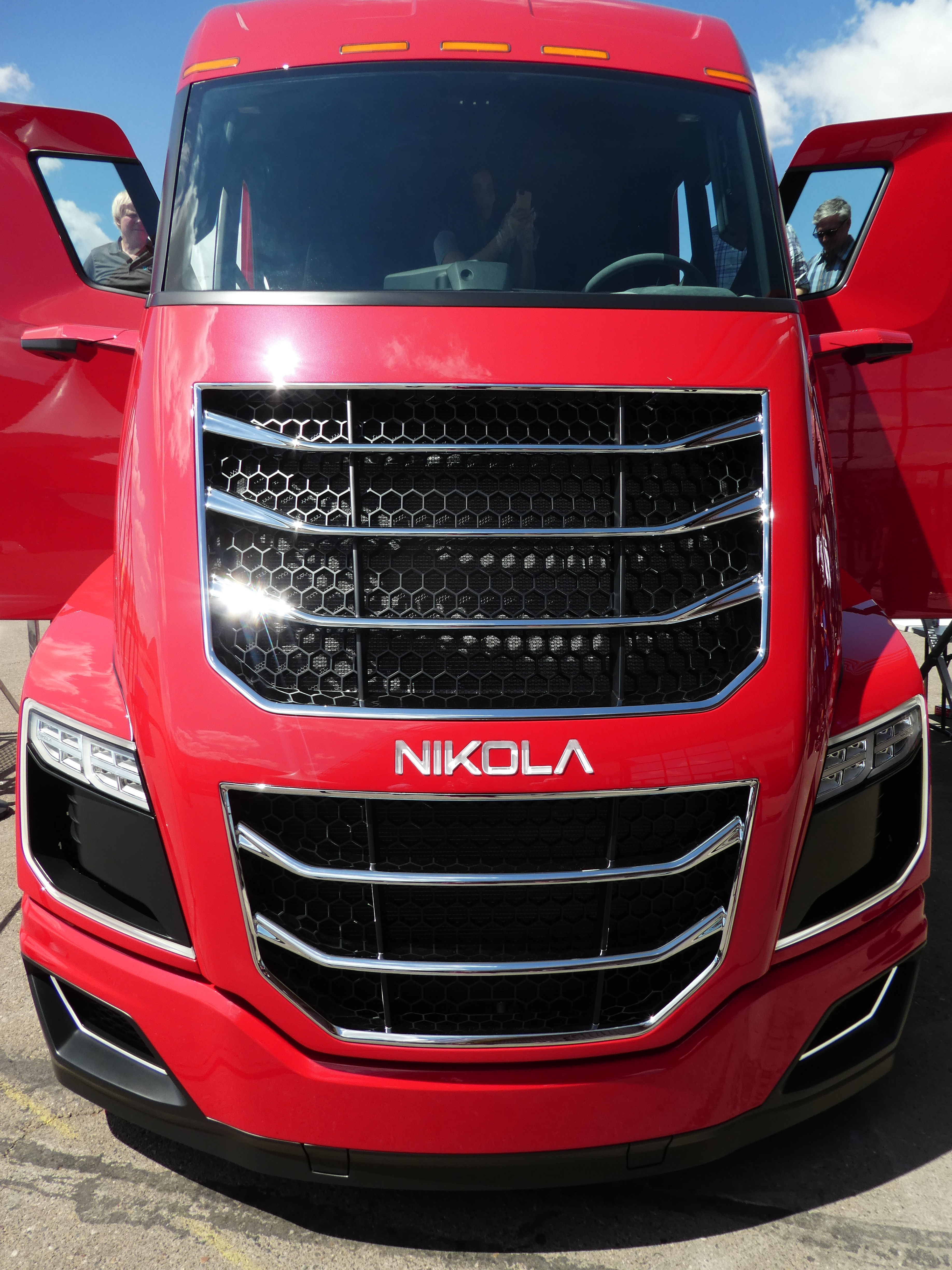
Nikola Two
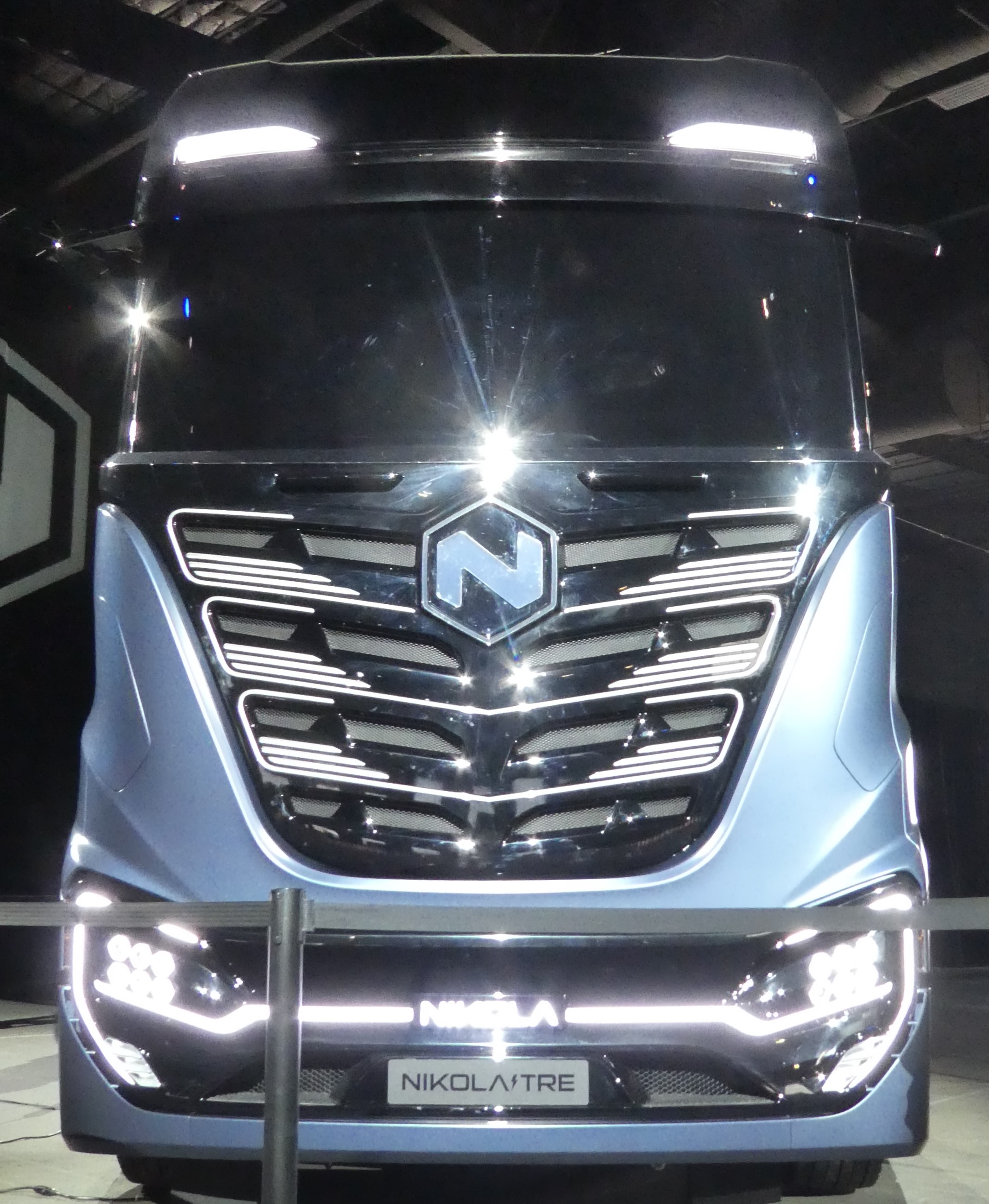
Nikola Tre
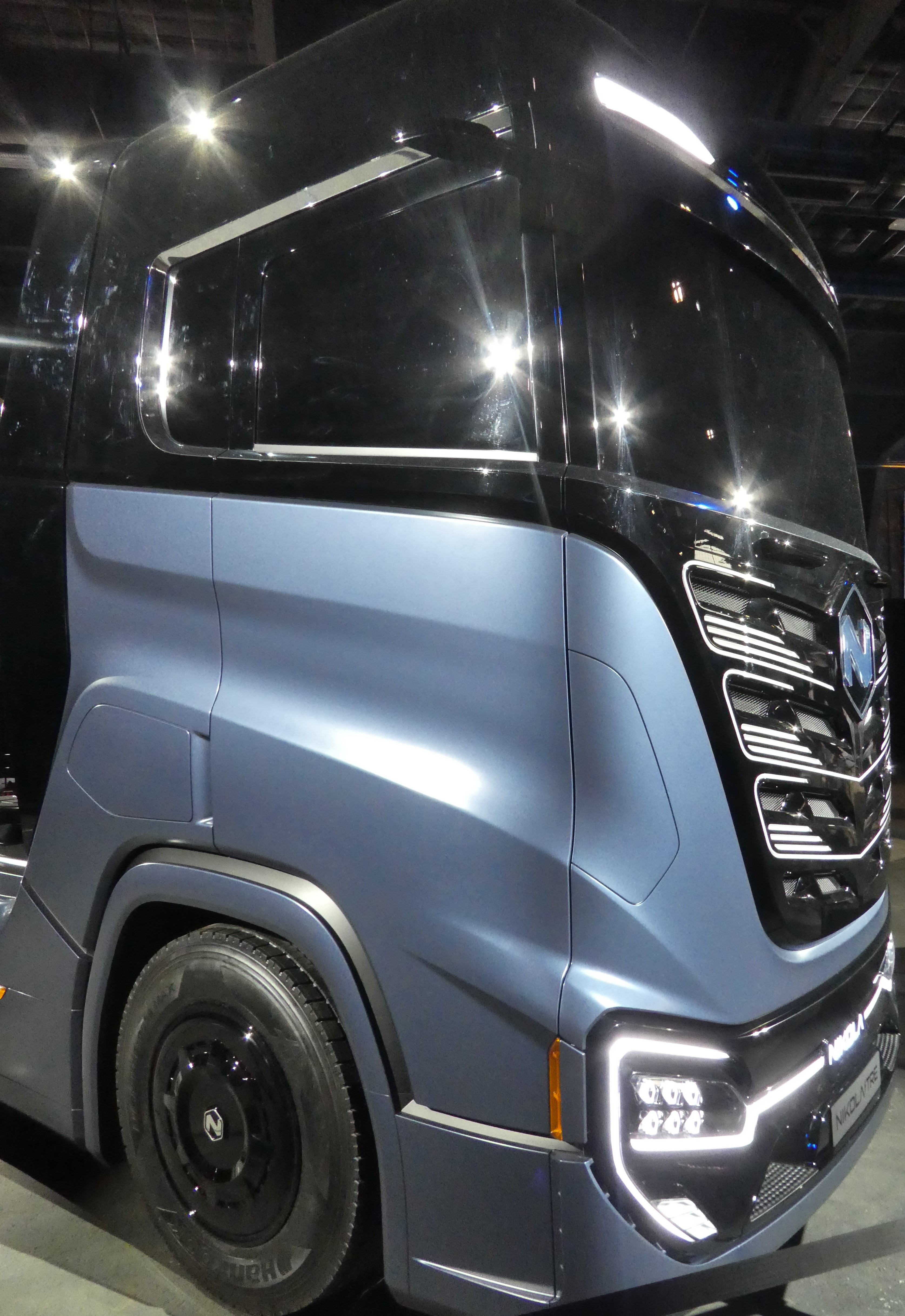
Nikola Tre (zijaanzicht)
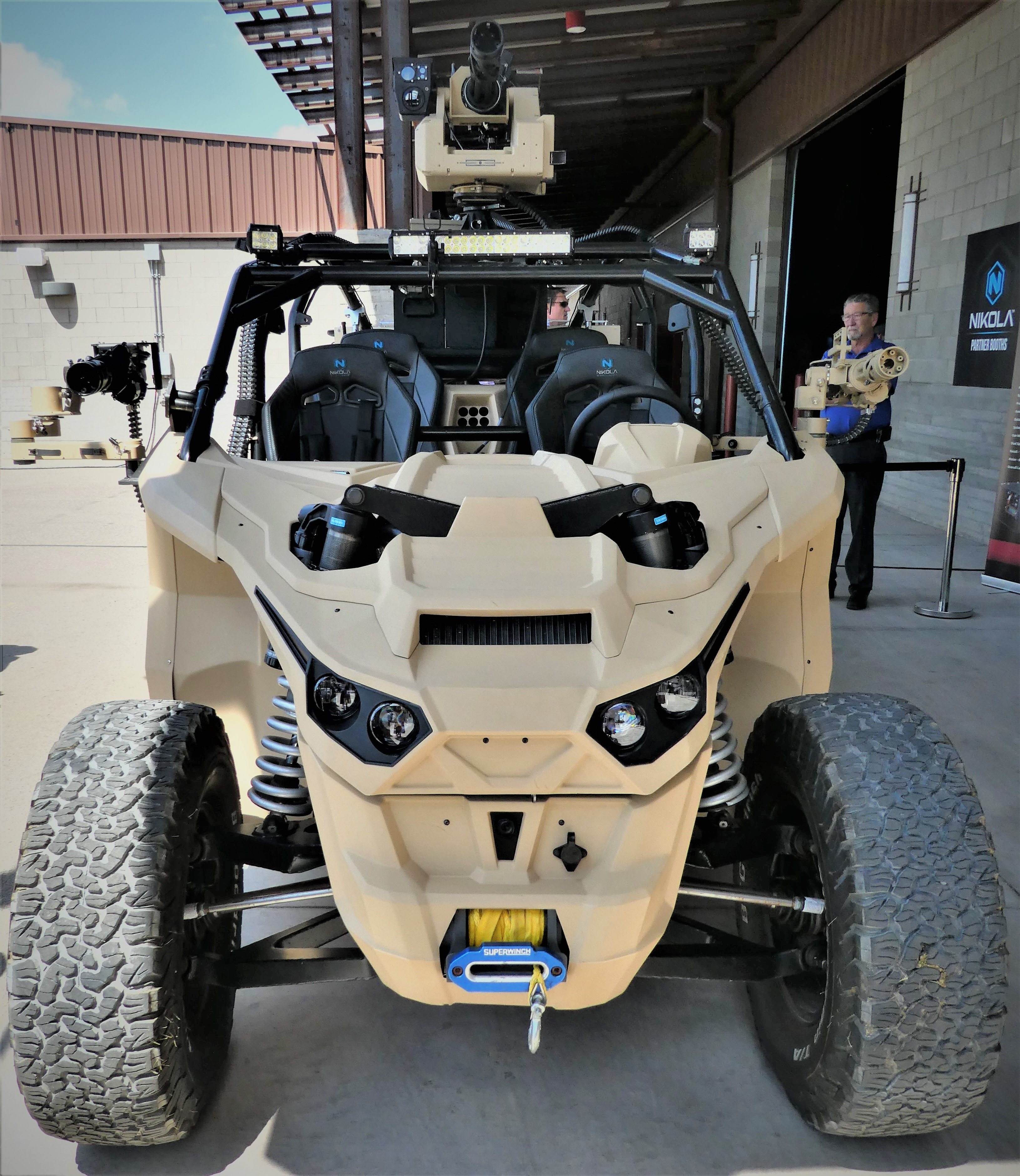
Nikola Reckless
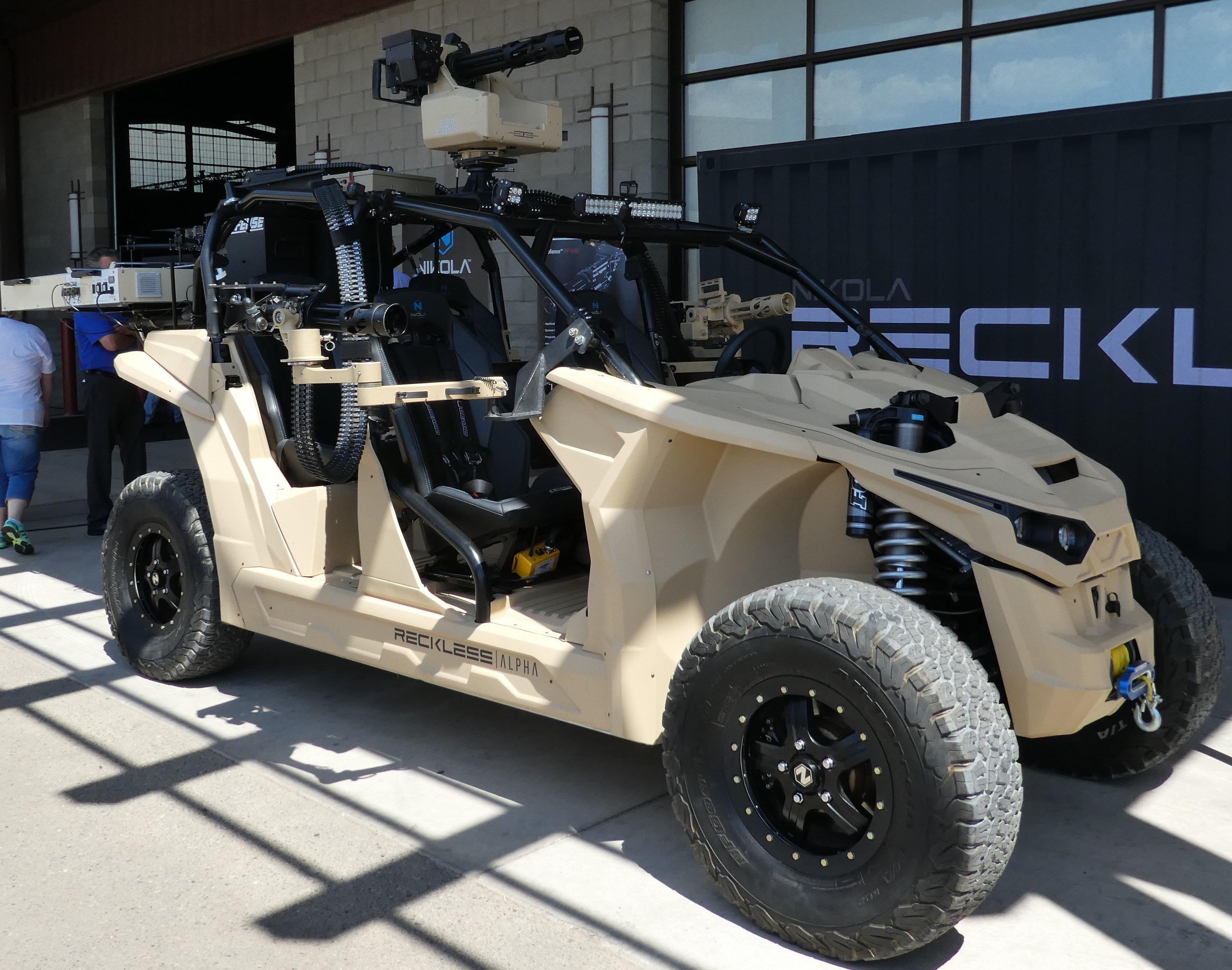
Nikola Reckless (zijaanzicht)